# Sword and planet
Sword and Planet (sabie și planetă) este un subgen al fanteziei științifice care prezintă povești vibrante de aventuri pe alte planete și în care apar, de obicei, pământeni ca protagoniști. Numele subgenului provine de la modalitatea eroilor de a se confrunta cu adversarii lor având în mâni arme simple folosite în lupta corp la corp, de exemplu săbii, chiar și în lumi în care există tehnologie avansată. 
Deși există lucrări care prefigurează apariția acestui gen, cum ar fi Across The Zodiac (1880) de Percy Greg sau Lieutenant Gullivar Jones: His Vacation (1905; publicată în Statele Unite în 1964 sub titlul "Gulliver of Mars") de Edwin Lester Arnold, prototipul genului este A Princess of Mars de Edgar Rice Burroughs inițial serializat de All-Story în 1912 sub denumirea Under the Moons of Mars. Există o suprapunere semnificativă a genului cu romantismul planetar.

## Listă de lucrări literare

### Edgar Rice Burroughs

#### SeriaBarsoom(sau SeriaJohn Carter pe Marte)
- A Princess of Mars (foileton 1912/roman 1917)
- The Gods of Mars (1913/1918)
- The Warlord of Mars (1913-1914/1919)
- Thuvia, Maid of Mars (1916/1920)
- The Chessmen of Mars (1922/1922)
- The Master Mind of Mars (1927/1928)
- A Fighting Man of Mars (1930/1931)
- Swords of Mars (1934-1935/1936)
- Synthetic Men of Mars (1939/1940)
- Llana of Gathol (1941/1948)
- Skeleton Men of Jupiter (1943/1964) - publicat în John Carter of Mars (1964) împreună cu John Carter and the Giant of Mars (1941).

#### SeriaVenus(sau SeriaCarson Napier pe Venus)
- Pirates of Venus (1934)
- Lost on Venus (1935)
- Carson of Venus (1939)
- Escape on Venus (1946)
- The Wizard of Venus (1970)

### Roger Sherman Hoar(pseudonimRalph Milne Farley)

#### SeriaVenus
- The Radio Man (1924) sau An Earthman on Venus
- The Radio Beasts (1925)
- The Radio Planet (1926)
- The Radio Man Returns (2005) include The Radio Minds of Mars

### John Ulrich Giesy

#### SeriaPalos
- Palos of the Dog Star Pack (1918)
- The Mouthpiece of Zitu (1919)
- Jason, Son of Jason (1921)

### Otis Adelbert Kline

#### SeriaVenus
- Planet of Peril (1929)
- Prince of Peril (1930)
- The Port of Peril (1932) aka Buccaneers of Venus

#### SeriaMars
- The Swordsman of Mars (1933)
- The Outlaws of Mars (1933)

### Edmond Hamilton

#### SeriaStuart Merrick
- Kaldar, World of Antares (1933)
- The Snake-men of Kaldar (1933)
- The Great Brain of Kaldar (1935)

### Robert E. Howard
- Almuric (1939/1964 - începută în cca. 1936, terminată post-mortem de către Otis Adelbert Kline)

### Gardner F. Fox

#### SeriaLlarn
- Warriors of Llarn (1964)
- Thief of Llarn (1966)

### Michael Moorcock

#### SeriaSojan the Swordsman(povestiri pentru tineret)
- Sojan the Swordsman (1957)
- Sojan, Swordsman of Zylor (1957)
- Sojan and the Sea of Demons (1957)
- Sojan and the Plain of Mystery (1958)
- Sojan and the Sons of the Snake-God (1958)
- Sojan and the Devil Hunters of Norj (1958)
- Klan the Spoiler (1958)
- Dek of Noothar (1957)
- Rens Karto of Bersnol (1958)

#### SeriaKane of Old Mars(scrise sub pseudonimulEdward Powys Bradbury)
- Warrior of Mars (1965) sau City of the Beast
- Blades of Mars (1965) sau Lord of the Spiders
- Barbarians of Mars (1965) sau Masters of the Pit

### John Frederick Lange (pseudonimJohn Norman)

#### SeriaGor
1. Tarnsman of Gor (1966), Ballantine Books, ISBN 0-345-27583-7
2. Outlaw of Gor (1967), Ballantine Books, ISBN 0-345-27136-X
3. Priest-Kings of Gor (1968), Ballantine Books, ISBN 0-7592-0036-X
4. Nomads of Gor (1969), Ballantine Books, ISBN 0-7592-5445-1
5. Assassin of Gor (1970), Ballantine Books, ISBN 0-7592-0091-2
6. Raiders of Gor (1971), Ballantine Books, ISBN 0-7592-0153-6
7. Captive of Gor (1972), DAW Books, Elinor Brinton ISBN 0-7592-0105-6
8. Hunters of Gor (1974), DAW Books, ISBN 0-7592-0130-7
9. Marauders of Gor (1975), DAW Books, ISBN 0-7592-0141-2
10. Tribesmen of Gor (1976), DAW Books, ISBN 0-7592-5446-X
11. Slave Girl of Gor (1977), DAW Books, Judy Thornton ISBN 0-7592-0454-3
12. Beasts of Gor (1978), DAW Books, ISBN 0-7592-1125-6
13. Explorers of Gor (1979), DAW Books, ISBN 0-7592-1167-1
14. Fighting Slave of Gor (1980), DAW Books, Jason Marshall ISBN 0-7592-1173-6
15. Rogue of Gor (1981), DAW Books, Jason Marshall ISBN 0-7592-1179-5
16. Guardsman of Gor (1981), DAW Books, Jason Marshall ISBN 0-7592-1368-2
17. Savages of Gor (1982), DAW Books, ISBN 0-7592-1374-7
18. Blood Brothers of Gor (1982), DAW Books, ISBN 0-7592-1380-1
19. Kajira of Gor (1983), DAW Books, Tiffany Collins ISBN 0-7592-1926-5
20. Players of Gor (1984), DAW Books, ISBN 0-7592-1932-X
21. Mercenaries of Gor (1985), DAW Books, ISBN 0-7592-1944-3
22. Dancer of Gor (1985), DAW Books, Doreen Williamson ISBN 0-7592-1950-8
23. Renegades of Gor (1986), DAW Books, ISBN 0-7592-1956-7
24. Vagabonds of Gor (1987), DAW Books, ISBN 0-7592-1980-X
25. Magicians of Gor (1988), DAW Books, ISBN 0-7592-1986-9
26. Witness of Gor (2001), E-Reads, Janice ISBN 0-7592-4235-6
27. Prize of Gor (2008), E-Reads, Ellen ISBN 0-7592-4580-0
28. Kur of Gor (2009), E-Reads, The Kur ISBN 0-7592-9782-7
29. Swordsmen of Gor (2010), E-Reads, ISBN 1-6175-6040-5
30. Mariners of Gor (2011), E-Reads, The Mariner ISBN 0-7592-9989-7
31. Conspirators of Gor (2012), E-Reads, Allison Ashton-Baker ISBN 1-6175-6731-0
32. Smugglers of Gor (2012), E-Reads, Margaret Alyssa Cameron, The Scribe și The Merchant ISBN 1-6175-6865-1
33. Rebels of Gor (2013), E-Reads, ISBN 1-6175-6123-1
34. Plunder of Gor (august 2016), E-Reads, ISBN 1-5040-3406-6

### Mike Resnick

#### SeriaGanymede
- The Goddess of Ganymede (1968)
- Pursuit on Ganymede (1968)

### Charles Nuetzel

#### SeriaTorlo Hannis
- Warriors of Noomas (1969)
- Raiders of Noomas (1969)

### Lin Carter

#### Seria Callisto
- Jandar of Callisto (1972)
- Black Legion of Callisto (1972)
- Sky Pirates of Callisto (1973)
- Mad Empress of Callisto (1975)
- Mind Wizards of Callisto (1975)
- Lankar of Callisto (1975)
- Ylana of Callisto (1977)
- Renegade of Callisto (1978)

#### SeriaGreen Star
- Under the Green Star (1972)
- When the Green Star Calls (1973)
- By the Light of the Green Star (1974)
- As the Green Star Rises (1975)
- In the Green Star's Glow (1976)

#### SeriaMysteries of Mars
- The Man Who Loved Mars (1973)
- The Valley Where Time Stood Still (1974)
- The City Outside the World (1977)
- Down to a Sunless Sea (1984)

### Kenneth Bulmer(pseudonime Alan Burt Akers și Dray Prescot)

#### SeriaDray Prescot
- Transit to Scorpio (1972)
- The Suns of Scorpio (1973)
- Warrior of Scorpio (1973)
- Swordships of Scorpio (1973)
- Prince of Scorpio (1974)
- Manhounds of Antares (1974)
- Arena of Antares (1974)
- Fliers of Antares (1975)
- Bladesman of Antares (1975)
- Avenger of Antares (1975)
- Armada of Antares (1976)
- The Tides of Kregen (1976)
- Renegade of Kregen (1976)
- Krozair of Kregen (1977)
- Secret Scorpio (1977)
- Savage Scorpio (1978)
- Captive Scorpio (1978)
- Golden Scorpio (1978)
- A Life for Kregen (1979)
- A Sword for Kregen (1979)
- A Fortune for Kregen (1979)
- A Victory for Kregen (1980)
- Beasts of Antares (1980)
- Rebel of Antares (1980)
- Legions of Antares (1981)
- Allies of Antares (1981)
- Mazes of Scorpio (1982)
- Delia of Vallia (1982)
- Fires of Scorpio (1983)
- Talons of Scorpio (1983)
- Masks of Scorpio (1984)
- Seg the Bowman (1984)
- Werewolves of Kregen (1985)
- Witches of Kregen (1985)
- Storm Over Vallia (1985)
- Omens of Kregen (1985)
- Warlord of Antares (1988)
- Scorpio Reborn (Wiedergeborens Scorpio, 1991)
- Scorpio Assassin (Meuchelmörder von Scorpio, 1992)
- Scorpio Invasion (Invasion von Scorpio, 1992)
- Scorpio Ablaze (Scorpio in Flammen, 1992)
- Scorpio Drums (Die Trommeln von Scorpio, 1992)
- Scorpio Triumph (Der Triumpf von Scorpio, 1993)
- Intrigue of Antares (Die Intrige von Antares, 1993)
- Gangs of Antares (Die Banditen von Antares, 1994)

Următoarele titluri au fost publicate în traducere germană:
- Demons of Antares (Die Dämonen von Antares, 1994)
- Scourge of Antares (Die Geißel von Antares, 1994)
- Challenge of Antares (Die Fehde von Antares, 1995)
- Wrath of Antares (Der Zorn von Antares, 1996)
- Shadows over Kregen (Schatten über Kregen, 1996)
- Murder on Kregen (Mord auf Kregen, 1997)
- Turmoil on Kregen (Aufruhr auf Kregen, 1997)
- Betrayal on Kregen (Verrat auf Kregen, 1998)

### Leigh Brackett

#### SeriaEric John Stark
- Eric John Stark: Outlaw of Mars (1982)
  - The Secret of Sinharat (1964 - rescriere a Queen of the Martian Catacombs (1949))
  - People of the Talisman (1964 - rescriere a Black Amazon of Mars (1951))
- Enchantress of Venus (aka City of the Lost Ones) (1949)
- The Book of Skaith (1976)
  - The Ginger Star (1974)
  - The Hounds of Skaith (1974)
  - The Reavers of Skaith (1976)

#### Altele
- The Sword of Rhiannon
- Lorelei of the Red Mist (cuRay Bradbury)
- Shadow over Mars
- Sea-Kings of Mars

### Gerard F. Conway(scrise sub pseudonimul Wallace Moore)

#### Balzan Of The Cat Peopleseries
- The Blood Stones (1975)
- The Caves of Madness (1975)
- The Lights of Zetar (1975)

### Andrew J. Offutt
- Chieftain of Andor (1976)

### Mike Sirota

#### Seria Reglathium
- Prisoner of Reglathium
- Conqueror of Reglathium
- Caves of Reglathium
- Dark Straits of Reglathium
- Slaves of Reglathium

### Del DowDell
- Warlord of Ghandor (1977)
- Spearmen of Arn  (1978)

### David J. Lake

#### Seria Xuma
- The Gods of Xuma (1978)
- Warlords of Xuma (1983)

### Charles Allen Gramlich

#### Seria Talera
- Swords of Talera (2007)
- Wings Over Talera (2007)
- Witch of Talera (2007)

### Dan Simmons

#### Ilium/Olympos
- Ciclul Ilium/Olympos (2003/2005) conține elemente ale genului

### Marion Zimmer Bradley

#### Seria Darkover
- The Sword of Aldones[1] rescris ca Sharra's Exile